# کاستالیا (آیووا)
کاستالیا (به انگلیسی: Castalia) شهری در ایالت آیووا کشور ایالات متحده آمریکا است که جمعیت آن در سرشماری سال ۲۰۱۰ میلادی، ۱۷۳ نفر بوده‌است.